# Wanda Baraniecka-Szaynok
Wanda Baraniecka-Szaynok (ur. 6 grudnia 1889 w Rudence, zm. 6 czerwca 1971 w Warszawie) – lekarka, uczestniczka trzeciego powstania śląskiego, komendantka PWK, kapitan Armii Krajowej.

## Życiorys
Urodziła się 6 grudnia 1889 roku we wsi Rudenka koło Kijowa. Była córką inżyniera Ignacego Baranieckiego, który był administratorem dóbr Branickich. W 1915 ukończyła polskie gimnazjum Peretiatkowiczowej w Kijowie i rozpoczęła studia medyczne.

### Okres międzywojenny
W 1918 wstąpiła do żeńskiego oddziału Polskiej Organizacji Wojskowej w Kijowie, a w 1920 roku wyjechała na dalsze studia do Warszawy. Została przyjęta w poczet studentów trzeciego roku studiów Wydziału Lekarskiego Uniwersytetu Warszawskiego i równocześnie rozpoczęła pracę w wojskowym szpitalu w Piotrkowie Trybunalskim, w którym mieszkała do 1921 roku.
Brała udział w III powstaniu śląskim, gdzie jako pomoc sanitarna organizowała zaopatrzenie dla 2 Pułku Piechoty im. Tadeusza Kościuszki. Ze względu na nieukończone studia medyczne zwana była „medyczką” lub jak jej dwie młodsze koleżanki, Maria Zdziarska-Zaleska i Zofia Rzeczycka-Wykowska, „podlekarką”.
Służyła najpierw w 4. baonie 2 PP, potem przeniosła się do Kędzierzyna, gdzie zorganizowała przenośny punkt sanitarno-zaopatrzeniowy. Jej pułk brał udział w zdobyciu Kędzierzyna (6–9 maja), a potem od 10 maja walczył na linii: Kędzierzyn–Januszkowice.
Jej waleczną postawę podczas tych walk wspominała po latach Halina Wojciechowska-Sołowijowa:

Gdy front się cofał, Wanda Baraniecka pełniła swe obowiązki w warunkach prostego żołnierza z karabinem na ramieniu, narażając się na niebezpieczeństwo. W nocy podczołgiwała się na przedpola, szukając rannych. Chociaż nie była mocna, wyciągała ich z nieludzkim wysiłkiem, ratując im życie. (…) Zawsze niezmordowana, pełna poświęcenia, pełniła swą lekarską służbę.

Opuszczając Śląsk, wyszła za mąż za Władysława Szaynoka, studenta Politechniki Lwowskiej, weterana III powstania śląskiego. Zamieszkali we Lwowie, gdzie Szaynokowa w 1925 ukończyła studia medyczne. Odbyła trzyletnią praktykę szpitalną i rozpoczęła pracę jako lekarka szkolna.
Działała w Związku Pracy Obywatelskiej Kobiet oraz Komitecie Społecznym Przysposobienia Wojskowego Kobiet do Obrony Kraju. Wkrótce objęła funkcję instruktorki oraz komendantki koła Przysposobienia Wojskowego Kobiet we Lwowie. Dbała o poprawę sprawności fizycznej kobiet pracujących w fabrykach oraz propagowała właściwą higienę pracy. Ukończyła kurs dla lekarzy sportowych i organizowała letnie obozy sportowe. Wielokrotnie była komendantką letnich obozów PWK. W 1933 roku została powołana na stanowisko komendantki PWK w Przemyślu. Po wygłoszeniu wykładu na temat broni chemicznej podczas jednego z obozów letnich zyskała przydomek Iperyt.
Po śmierci męża w 1934 roku pozostała sama z kilkuletnią córką Haliną, która z uwagi na jej pogarszający się stan zdrowia trafiła pod opiekę dziadków, mieszkających wówczas na Lubelszczyźnie.
W 1936 roku została oddelegowana z ramienia PWK na igrzyska olimpijskie do Berlina. Następnie została powołana na stanowisko wizytatora ds. żeńskich hufców licealnych przy Ministerstwie Wyznań Religijnych i Oświecenia Publicznego i z ramienia tegoż ministerstwa w 1938 wizytowała nauczanie nowo wprowadzonego do szkół przedmiotu – przysposobienia do obrony kraju – w zakresie wojskowej służby pomocniczej.

### II wojna światowa
Została zmobilizowana 1 września 1939 i przydzielona jako lekarz batalionu Pomocniczej Służby Wojskowej Kobiet we Lwowie. W drodze z Warszawy do Lwowa została jednak skierowana przez szefa sanitarnego garnizonu lubelskiego do Komendy Garnizonu. Uczestniczyła w obronie Lublina w szeregach Kompanii Obrony Lublina. W październiku 1939 roku wróciła do Warszawy, gdzie wstąpiła do Służby Zwycięstwu Polski, a potem została członkiem ZWZ-AK. Początkowo pracowała w dziale kolportażu, potem szkoliła patrole sanitarne (działała pod pseudonimem „Dunia”). Od 1942 roku pełniła funkcję kuriera Oddziału II KG AK na Białoruś i Ukrainę. Pracę konspiracyjną wykonywała, posługując się fałszywymi dokumentami na nazwisko Halina Sobolewska. W jej mieszkaniu znajdował się skład leków, które przemycano do obozu koncentracyjnego Stutthof.
13 stycznia 1943 została aresztowana w Kijowie w mieszkaniu szefa polskiego wywiadu na obszar Ukrainy. Pomimo tortur nie zdradziła swojej prawdziwej tożsamości i dzięki temu nie została powiązana z grupą pracowników wywiadu. Po dwóch miesiącach przewieziono ją do więzienia przy ulicy Łąckiego we Lwowie, a stamtąd 3 października do obozu koncentracyjnego KL Auschwitz-Birkenau.
Zarejestrowana w obozie jako Halina Sobolewska otrzymała numer 64267. Została przydzielona do pracy jako pielęgniarka w bloku dziecięcym.
30 września 1944 została wywieziona transportem ewakuacyjnym do KL Ravensbrück, gdzie została zarejestrowana pod numerem 73189. Pracowała jako lekarz w rewirze szpitalnym dla kobiet. Sprzeciwiała się okradaniu chorych z żywności przez więźniarki funkcyjne (blokową i naczelną pielęgniarkę). 7 kwietnia 1945 roku karnie przeniesiono ją do obozu koncentracyjnego w Mehltheuer razem z 300 Żydówkami. Doczekała wyzwolenia obozu przez żołnierzy amerykańskich w nocy z 15 na 16 kwietnia.

### Okres powojenny
Do września 1945 pracowała jeszcze w Wetzlar, w obozie dla byłych robotników przymusowych, a później w szpitalu w Meppen, gdzie stacjonowała 1 Dywizja Pancerna gen. Stanisława Maczka. Tam też została zweryfikowana w stopniu kapitana.
W maju 1947 wyjechała do Anglii, gdzie została zdemobilizowana i rozpoczęła pracę w szpitalu w Chester. Od 1954 pracowała jako psychiatra w szpitalu w Bridgend. Podczas epidemii czarnej ospy w 1962 roku opiekowała się zakażonymi, mimo że nie była wcześniej szczepiona. Swoją postawą wzbudziła ogólny szacunek mieszkańców miasta.
W 1966 wróciła do Polski i zamieszkała wraz z córką w podwarszawskim Konstancinie. Wkrótce rozpoczęła działalność w Komitecie Opieki Społecznej. Zmarła 6 czerwca 1971 roku w Szpitalu Praskim w Warszawie. Pochowano ją na warszawskich Powązkach (kwatera P-1-13).

## Odznaczenia
Została odznaczona:
- Krzyżem Niepodległości
- Śląską Wstęgą Waleczności i Zasługi I Klasy (1921)
- Srebrnym Krzyżem Zasługi (1934)
- Orderem Virtuti Militari V klasy
- Medalem Wojska (czterokrotnie)

## Upamiętnienie
Była bohaterką wystawy „Zapomniane bohaterki – lekarki w służbie medycznej w powstaniach śląskich”.